# Colpocraspeda elegans
Colpocraspeda elegans là một loài bướm đêm trong họ Geometridae.